# 327 Columbia
327 Columbia este un asteroid din centura principală, descoperit pe 22 martie 1892, de Auguste Charlois.